# Кирилюк Володимир Якович
Володимир Якович Кирилю́к (7 червня 1946, Старокостянтинів — 6 лютого 2019) — український майстер художньої кераміки, живописець; член Спілки радянських художників України з 1986 року.

## Біографія
Народився 7 червня 1946 року у місті Старокостянтинові (нині Хмельницька область, Україна). 1970 року у Старокостянтинові закінчив середню школу; у 1982 році — мистецьку студію у Львові.
Упродовж 1975—1992 років працював у Хмельницьких художньо-виробничих майстернях. Жив у місті Хмельницькому, в будинку на вулиці Перемоги № 12, квартира № 85. Помер 6 лютого 2019 року.

## Творчість
Працював у жанрах:
Декоративно-ужиткового мистецтваавтор керамічних композицій на теми народного побуту та фольклору. Серед робіт:
- «Подолянка» (1985);
- «Прилетіла зозуленька та й стала кувати» (1993);
- «Мисливець» (1993);
- «Господиня» (1994; теракота, глина, ліпка);
- «Ласкаво просимо» (1999);
- «Жнива» (2011);
- «Русалка» (2011).

Живописуавтор портретів, картин з морською тематикою, пейзажів та натюрмортів. Серед робіт:
- «Ой їхала Хима до Максима» (1999; картон, темпера);
- «Одеська осінь» (2005; полотно, олія);
- триптих «Ой у лузі калина була» (2005; полотно, олія);
- «Хризантеми» (2008);
- «Айстри» (2010).

Брав участь в обласних, всеукраїнських, міжнародних мистецьких виставках з 1976 року. Персональна виставка відбулася у Хмельницькому у 2006 році.
Роботи художника знаходяться у приватних колекціях у США, Німеччині, Польщі, Австралії, Ізраїлі.